# Stefanos Tzimas
Stefanos Tzimas (Grieks:  Στέφανος Τζίμας) (Thessaloniki, 6 januari 2006) is een Grieks voetballer die bij voorkeur als aanvaller speelt. Hij wordt door Brighton & Hove Albion verhuurd aan FC Nürnberg.

## Clubcarrière
Tzimas speelde tien seizoenen in de jeugd voor PAOK Saloniki. Op 10 januari 2023 debuteerde hij voor PAOK als invaller voor Diego Biseswar. Op 5 maart 2023 werd hij de jongste doelpuntenmaker van de club na een doelpunt tegen Ionikos. Tijdens het seizoen 2024/25 wordt hij uitgeleend aan FC Nürnberg. Op 3 februari 2025 nam FC Nürnberg Tzimas definitief over en verkocht de club hem meteen door aan Brighton & Hove Albion. Tzimas speelt het seizoen uit bij FC Nürnberg op huurbasis.